# Anzor Chizrijev
Anzor Ruslanovič Chizrijev (* 31. října 1990) je ruský zápasník–volnostylař čečenské národnosti.

## Sportovní kariéra
Je rodákem z Čečenska, odkud s rodiči uprchl v polovině devadesátých let dvacátého století před válkou. Vyrůstal na předměstí Petrohradu v obci Sestroreck. Zápasení se věnoval od 9 let. Na střední sportovní škole Vladimira Koreňkova se připravoval pod vedením Maxima Andrejeva. Později však před sportovní kariérou upřednostnil studium na vysoké škole. Po promoci se k vrcholové přípravě vrátil. Připravuje se v Petrohradu pod vedením Ruslana Magomedova. V ruské volnostylařské reprezentaci se prosazuje od roku 2017.

## Výsledky
| Turnaj             | 2017 | 2018 | 2019 |
| Turnaj             | 27   | 28   | 29   |
| Turnaj             | -125 | -125 | -125 |
| ------------------ | ---- | ---- | ---- |
| Olympijské hry     |      |      |      |
| Mistrovství světa  | 5.   | 5.   | —    |
| Evropské hry       |      |      | 1.   |
| Mistrovství Evropy | —    | —    | 3.   |